# ...And Justice for All (single)
...And Justice for All is een single van de Amerikaanse heavymetalband Metallica, afkomstig van het album "...And Justice for All".
Het nummer is geschreven door James Hetfield, Kirk Hammett en Lars Ulrich. De songtekst gaat over klassenjustitie ('Money Talks'), waarin Vrouwe Justitia wordt "verkracht".

Justice Is Lost, 

Justice Is Raped, 

Justice Is Gone.

Het nummer is een van de langste nummers van Metallica, er zijn nog vier nummers op andere albums van Metallica, die langer zijn dan dit 9:44 minuten durende nummer. Op de single staan zowel een verkorte versie (5:58) als de langere versie. Het nummer is door de lengte en complexiteit moeilijk live te spelen en Metallica heeft het nummer daarom ook beperkt live gespeeld, of slechts het begin van het nummer in een medley.

## Bezetting
- James Hetfield - zang, ritmische gitaar
- Kirk Hammett - leidende gitaar
- Jason Newsted - basgitaar
- Lars Ulrich - drums

## Bron
- Lyrics